# Astorgio Agnesi
Astorgio Agnesi (Nápoles, 1391 – Roma, 10 de outubro de 1451) foi um cardeal italiano da Igreja Católica, que foi arcebispo de Benevento.

## Biografia
Nascido de uma família nobre patrícia. Seu primeiro nome também é listado como Astorre; e seu sobrenome também é listado como Agnese; e às vezes ele é chamado de Spantifaccia. Sob sua educação, foi "... um homem de grande erudição, e de igual prudência e habilidade no manejo...". Clérigo de Nápoles.
Eleito bispo de Mileto, em 15 ou 18 de setembro de 1411, pelo Antipapa João XXIII, foi nomeado obligavit se personaliter, em 11 de agosto de 1412. Transferido para a Diocese de Ravello em 15 de fevereiro de 1413, ficou até 25 de janeiro de 1418, quando foi transferido para a Diocese de Melfi, pelo Papa Martinho V. Depois foi transferido para a Diocese de Ancona em 6 de março de 1419 e, em 22 de agosto de 1422, transferido para a sé de Ascoli Puglia, mas recusou a transferência e em 19 de outubro de 1422, a sé de Numana foi unida à de Ancona.
A partir de junho de 1424, empreendeu o trabalho de reconquista e reorganização das Marcas, ordenadas pelo Papa Martinho V, ocupando o cargo de tesoureiro apostólico, ao lado do governador Pietro Emigli, abade de Rosazzo. Aproveitando a rebelião das Marchas contra Braccio da Montone, após a batalha de Aquila, em 2 de junho de 1424, conseguiu recuperar Roccacontrada e Staffolo e mais tarde, nesse mesmo ano, Cingoli e Jesi. Após a morte do governador Emigli em 24 de setembro de 1426, foi nomeado, em 30 de abril de 1427, deputado para a Marca de Ancona, Massa Trabaria e o Presidato Farfense. Continuando a ação militar de seu antecessor, ele cortou a resistência de Obizzo da Carrara no castelo Macchie, perto de San Ginesio; revoltas esmagadas em Sanseverino e Montefiore; e exigiu que os vários senhores das Marcas não tivessem pessoal armado à sua disposição (março de 1428).
Promovido à Arquidiocese de Benevento, em 8 (ou 18 de fevereiro) de 1436, ocupou a sé até sua morte. Em 26 de março de 1442, o Papa Eugênio IV nomeou-o seu vigário in spiritualibus e governador de Roma; ocupou este último posto provavelmente até 1447. Foi administrador da sé de Canas, de 16 de junho de 1445 a 25 de maio de 1449, quando renunciou.
Foi criado cardeal pelo Papa Nicolau V no Consistório em 20 de dezembro de 1448, recebendo o título de cardeal-presbítero de Santo Eusébio em 3 de janeiro de 1449 e o chapéu vermelho em 6 de janeiro do mesmo ano. Foi Camerlengo do Sacro Colégio dos Cardeais, de 27 de outubro de 1449 até 1450.
Morreu em 10 de outubro de 1451, em Roma, sendo sepultado em um magnífico monumento no claustro da basílica dominicana de Santa Maria sopra Minerva.